# Dragan Đukanović
Dragan Đukanović (født 29. oktober 1969) er en tidligere serbisk fodboldspiller.